# سرعت واکنش
سرعت واکنش (به انگلیسی: Reaction rate) مقدار پیشرفت واکنش بر حسب زمان است که معمولاً به صورت تغییرات غلظت یکی از گونه‌های درگیر واکنش بر حسب زمان بیان می‌شود؛ بنابراین دیمانسیون سرعت بایستی بر حسب غلظت بر زمان (مول/لیتر. ثانیه یا مول/لیتر. دقیقه و …) باشد. سینتیک شیمیایی بخشی از علم شیمی است که سرعت واکنش‌ها و عوامل مؤثر بر آن را بررسی می‌کند.

## تعریف
به عنوان نمونه، در واکنش زیر:
aA + bB → cC + dD 
که در آن حروف کوچک (a، b، c و d) نشانگر ضرایب استوکیومتری و حروف بزرگ (A, B، C، D) نمایندهٔ واکنشگرها و محصولات هستند. سرعت واکنش (R) در سیستم بسته به صورت زیر بیان می‌شود:
{\displaystyle R=-{\frac {1}{a}}{\frac {d[A]}{dt}}=-{\frac {1}{b}}{\frac {d[B]}{dt}}={\frac {1}{c}}{\frac {d[C]}{dt}}={\frac {1}{d}}{\frac {d[D]}{dt}}}
در رابطه بالا، [A]، [B]، [C] و [D] به ترتیب غلظت گونه‌های A، B، C و D است. واحد سرعت واکنش mol/L/s است. آیوپاک توصیه می‌کند که واحد زمان برای سرعت واکنش همیشه ثانیه در نظر گرفته شود. 
مقدار سرعت واکنش همیشه مثبت است و علامت منفی در فرمول به معنی آن است که غلظت واکنش‌دهنده‌ها در حال کاهش است. برای مثال، اگر a=1 و b=3 باشد، یعنی سرعت مصرف شدن گونه B سه برابر گونه A است. در یک واکنش ابتدایی و برگشت‌ناپذیر، R برابر است با حاصل ضرب احتمال غلبه انرژی فعال‌سازی حالت گذار در تعداد دفعاتی که مولکول‌های واکنش‌دهنده در هر ثانیه به حالت گذار می‌رسند. بنابراین، برای یک واکنش ابتدایی و برگشت‌ناپذیر، R نشان‌دهنده سرعت لازم برای انجام موفقیت‌آمیز واکنش و تولید محصول است. این تعریف زمانی صادق است که واکنش از نوع واکنش جابه‌جایی یگانه باشد و در یک سیستم بسته با حجم ثابت اتفاق بیوفتد.
برای یک سیستم باز، موازنه جرم به این صورت خواهد بود:
{\displaystyle F_{A_{o}}-F_{A}+\int _{0}^{R}RdR={\operatorname {dN_{A}}  \over \operatorname {d} \!t}}
که در اینجا، FA0 نرخ ورودی A و FA نرخ خروجی A در هر ثانیه است. R نیز سرعت واکنش لحظه‌ای A در حجم همان لحظه است که با دیفرانسیل‌گیری نسبت به حجم کلی سیستم (V) به دست می‌آید. 
اما در یک سیستم بسته با حجم ثابت که پیش‌تر به آن اشاره شد، معادله بالا به شکل زیر خلاصه می‌شود:
{\displaystyle R={d[A] \over dt}}
که ارتباط غلظت [A] با تعداد مولکول‌ها ({\displaystyle N_{0}}) از طریق رابطه {\displaystyle [A]=N_{A}/N_{0}V} به دست می‌آید. در اینجا {\displaystyle N_{0}}، عدد آووگادرو است. 
برای یک سیستم بسته با حجم متغیر، از مفهومی به نام نرخ تبدیل استفاده می‌شود که به صورت مشتق مقدار واکنش (extent of reaction) نسبت به زمان تعریف می‌شود.
{\displaystyle R={\frac {d\xi }{dt}}={\frac {1}{\nu _{i}}}{\frac {dn_{i}}{dt}}={\frac {1}{\nu _{i}}}{\frac {d(C_{i}V)}{dt}}={\frac {1}{\nu _{i}}}\left(V{\frac {dC_{i}}{dt}}+C_{i}{\frac {dV}{dt}}\right)}
که {\displaystyle \nu _{i}} ضریب استوکیومتری ماده i و برابر با همان ضرایب استوکیومتری d c b a در واکنش بالاتر است. V نیز حجم واکنش و {\displaystyle C_{i}} غلظت ماده i است. 
سرعت واکنش ممکن است براساس مبنایی غیر از حجم راکتور تعریف شود. مثلا زمانی که از کاتالیست استفاده می‌شود، سرعت واکنش می‌تواند بر مبنای وزن کاتالیست (mol g−1 s−1) یا مساحت سطح (mol m−2 s−1) بیان شود. اگر این مبنا، محل قرارگیری یک کاتالیست مخصوص باشد که با روش خاصی شمارش می‌شود، سرعت با واحد s−1 بیان خواهد شد که در اصطلاح به آن، فرکانس تبدیل گفته می‌شود.  

## عوامل تاثیرگذار
ماهیت واکنش، غلظت، فشار، مرتبه واکنش، دما، حلال، تابش الکترومغناطیسی، کاتالیست، مساحت سطح، اختلاط و محدودیت نفوذ عواملی هستند که بر سرعت واکنش تاثیر می‌گذارند. برای مثال، برخی از واکنش‌ها به طور طبیعی سریع‌تر انجام می‌شوند. همچنین، عوامل دیگری نیز بر سرعت واکنش تاثیر می‌گذارند که از جمله آن‌ها می‌توان به گونه‌های واکنش‌دهنده، حالت فیزیکی آن‌ها و پیچیدگی خود واکنش اشاره کرد.
- غلظت: با توجه به قانون سرعت، با افزایش غلظت در یک واکنش، سرعت واکنش نیز افزایش می‌یابد. نظریه برخورد می‌تواند علت این امر را به خوبی توضیح بدهد. هنگامی که غلظت واکنش زیاد می‌شود، فرکانس برخورد بیشتر می‌شود. در اثر فشار، سرعت واکنش‌های حالت گاز نیز افزایش پیدا کرده که همه این‌ها به معنای افزایش غلظت گاز خواهد بود.

- مرتبه واکنش: نوع تاثیرگذاری مرتبه واکنش به این صورت است که با کنترل غلظت واکنش‌دهنده‌ها (یا فشار) بر سرعت واکنش اثر می‌گذارد.

- دما: به طور کلی، تاثیر دما با رابطه آرنیوس بررسی می‌شود. معمولا با بالا رفتن دمایی که واکنش در آن انجام می‌شود، انرژی بیشتری در سیستم جریان پیدا می‌کند و سرعت واکنش به خاطر بیشتر شدن برخورد ذرات، افزایش پیدا می‌کند. با این حال، مهم‌ترین دلیلی که بالا رفتن دما به وجود می‌آورد، زیاد کردن انرژی خود ذرات است. ذرات واکنش‌دهنده انرژی بیشتری برای غلبه بر سد انرژی به دست می‌آورند و پدیده برخورد با شدت بیشتری اتفاق می‌افتد.

گاهی ممکن است سرعت واکنش مستقل از دما باشد؛ یا با افزایش دما کاهش پیدا کند. واکنش‌های بدون سد انرژی، از این دست واکنش‌ها هستند. 
- حلال: بسیاری از واکنش‌های شیمیایی در یک حلال انجام می‌شوند، بنابراین خواص حلال بر سرعت واکنش موثر خواهد بود. در اینجا، قدرت یونی هم تاثیر دارد.

- تابش الکترومغناطیسی: یک تابش الکترومغناطیسی، شکلی از انرژی است. پس با فراهم کردن انرژی مورد نیاز ذرات می‌تواند سرعت انجام واکنش را بالا ببرد. این انرژی به نحوی در ذرات ذخیره می‌شود که باعث بوجود آمدن گونه‌هایی می‌شود که راحت‌تر واکنش می‌دهند. هرچقدر شدت تابش بیشتر شود، ذرات انرژی بیشتری جذب می‌کنند و سرعت واکنش بالا می‌رود. به عنوان مثال، سرعت واکنش متان با کلر در تاریکی کم است، در معرض نور پخش‌شده بیشتر می‌شود و نهایتا هنگامی که این مواد زیر آفتاب قرار بگیرند به شکل انفجاری واکنش می‌دهند.

- کاتالیست: حضور یک کاتالیست می‌تواند سرعت واکنش را چه در جهت رفت و چه در جهت برگشت بالا ببرد. کاتالیست با ایجاد مسیر متفاوتی برای واکنش‌دهنده‌ها، مقدار انرژی فعال‌سازی واکنش را کاهش می‌هد. برای مثال پلاتین واکنش هیدروژن با اکسیژن را در دمای اتاق تسریع می‌کند.